# خان‌خانم
خان‌خانم یکی از روستاهای استان آذربایجان شرقی است که در دهستان چاراویماق شرقی بخش شادیان شهرستان چاراویماق واقع شده‌است.این روستا ۷۹ نفر جمعیت دارد.